# Сорбоза
Сорбозата е кетохексоза – монозахарид от шест въглеродни атома с кето-група. Интересно за нея е, че има сладост съизмерима с тази на захарта (захарозата). Промишленото производство на витамин C (аскорбинова киселина) често започва със сорбоза. L-Формата на сорбозата е тази, която се среща естествено в природата.
Във воден разтвор сорбозата съществува като равновесна смес от пиранозни и фуранозни форми, като почти изцяло преобладават пиранозните (α-D-Сорбопираноза 98%).
| D-Сорбоза         | D-Сорбоза         | D-Сорбоза         |
| Линейна форма     | Пръстена форма    | Пръстена форма    |
| ----------------- | ----------------- | ----------------- |
|                   | α-D-Сорбофураноза | β-D-Сорбофураноза |
| α-D-Сорбопираноза | β-D-Сорбопираноза |                   |